# Nikita Izmaiłow
Nikita Izmaiłow (ukr. Никита Ізмайлов, ur. 27 listopada 1987 w Mikołajowie) – ukraiński inwestor, założyciel wyspecjalizowanego funduszu N1, który obejmuje neobank sportbank.

## Biografia
W 2009 ukończył Ukraińską Akademię Bankową przy Narodowym Banku Ukrainy, uzyskując tytuł magistra „Rachunkowość i audyt”.

### Kariera
W latach 2009–2012 pracował jako starszy audytor w KPMG. W latach 2012–2016 był dyrektorem finansowym grupy PMBL (Parimatch). W latach 2016–2023 akcjonariusz PMBL (Parimatch). Od tego samego roku jest właścicielem firmy Eat Easy, producenta napojów i przekąsek.
W 2018 założył i został prezesem profilowego funduszu inwestycyjnego N1.

### Działania społeczne
W kwietniu 2022 spółka zależna Izmaiłowa, Sportbank, uruchomiła w aplikacji nową sekcję – „Charytatywność”, na którą składa się kilka ukraińskich funduszy pomagających ukraińskiej armii i przymusowo przesiedlonym osobom na Ukrainie.
Ponadto sponsoruje fundusz charytatywny wspierający inicjatywę U–Hero Ukrainy, która pomogła w rozwoju sieci strzelnic laserowych na Ukrainie w formie innowacyjnych platform multimedialnych do szkolenia żołnierzy Sił Zbrojnych Ukrainy.